# 山下航平 (俳優)
山下 航平（やました こうへい、1999年1月25日 - ）は、日本の俳優。広島県出身。2024年7月時点、所属事務所は不明。

## 略歴
2019年「ホリプロメンズスターオーディション」でファイナリストに選ばれ、ホリ・エージェンシーに所属。
同年『W県警の悲劇』でドラマデビュー。
2021年、横浜国立大学を卒業。
2024年6月末をもってホリ・エージェンシーを退所したことを、同年7月6日、自身のInstagramで公表。

## 人物
- 特技：サッカー[1]
- 趣味：散歩[1]、フットサル[1]、神社巡り、献血
- 楽器：ギター[1]
- 好きな食べ物：くわい、餃子、チョコレート、レバニラ炒め
- 嫌いな食べ物：いちじく、銀杏、ブロッコリー

## 出演

### テレビドラマ
- W県警の悲劇 第2話（2019年8月3日、BSテレビ東京） - 木下 役
- TWO WEEKS 第6話（2019年8月20日、関西テレビ・フジテレビ）
- FLY! BOYS, FLY! 僕たち、CAはじめました（2019年9月24日、関西テレビ・フジテレビ）
- 世にも奇妙な物語’19 秋の特別編「恵美論」（2019年11月9日、フジテレビ） - 伊澤亮介 役
- チート〜詐欺師の皆さん、ご注意ください〜 第9話、第10話（2019年11月25日・12月2日、読売テレビ・日本テレビ） - 木島洋平 役
- G線上のあなたと私 第9話（2019年12月10日、TBSテレビ）
- 10の秘密（2020年1月14日 - 3月17日、関西テレビ・フジテレビ） - 古川佑介 役
- 来世ではちゃんとします 第8話（2020年2月26日、テレビ東京） - Fくん 役
- おじさんはカワイイものがお好き。最終話（2020年9月10日、読売テレビ）
- NHK WORLD-JAPAN 国際SDGsムービープロジェクト「SDGsミニドラマ」EP1「Close the Gender Gap」（2021年5月18日、NHK）
- うきわ -友達以上、不倫未満- 最終話（2021年9月27日、テレビ東京）
- 妻、小学生になる。 第2話（2022年1月28日、TBSテレビ） - 川嶋 役
- 恋に無駄口 第4話（2022年5月8日、朝日放送・テレビ朝日）
- 未来への10カウント 第5話（2022年5月12日、テレビ朝日）- 黒岩孝也 役
- 連続テレビ小説 ちむどんどん 第70回（2022年7月16日、NHK） - タケシ 役
- 魔法のリノベ（2022年7月18日 - 9月19日、関西テレビ・フジテレビ） - 三津井健人 役[4]
- ポップUP!「昼上がりのオンナたち〜ワタシの選択〜」第2話（2022年9月16日、フジテレビ）- 向井晴 役
- わたしの夫は-あの娘の恋人-（2023年1月15日 - 4月2日、テレビ大阪・BSテレビ東京） - 中園敬斗 役[5]
- 天使の耳〜交通警察の夜 前編（2023年3月20日、NHK BS4K / 6月10日、NHK BSプレミアム / 2024年4月2日・9日、NHK総合）- 御厨健三 役
- バンカケ～警視庁自動車警ら隊（2023年3月27日、テレビ東京）- 渡辺詩音 役
- ケイジとケンジ、時々ハンジ 第2話（2023年4月20日、テレビ朝日）- 葛城悠真 役
- ソロ活女子のススメ3 第10話（2023年6月8日、テレビ東京）- カップル客の男性 役
- ●●ちゃん 第2章「高学歴ちゃん」（2023年9月25日・10月2日、朝日放送） - 佐々木爽介 役[6]

### 映画
- 君が落とした青空（2022年2月18日、ハピネットファントム・スタジオ）- 葵学院高等学校の生徒 役
- アキラとあきら（2022年8月26日、TOHOスタジオ）- 池本役
- 私の卒業プロジェクト第4期「18歳、つむぎます」（2023年3月24日、ジアイコン）- 森元 役
- 劇場版 推しが武道館いってくれたら死ぬ（2023年5月12日、ポニーキャニオン）- 安達 役[7]
- とりつくしま（2024年3月30日）[8]
- シーシュポスたちのまなざし（2025年公開予定） - 佐倉裕也 役[9][10]

### WEB番組
- 虹とオオカミには騙されない（2021年8月1日 - 10月24日、AbemaTV）
- ABEMA SPECIALチャンネル「妄想トゥクン」第3話　サトシ/ユウタ役（2022年3月1日、ABEMA）

### Webドラマ
- シンデレラはオンライン中!（英語版）（2021年1月12日 - 3月16日、FOD）- 直井俊介 役[11][注 2]
- 私の卒業シリーズ（YouTube）
  - 「叫び」（2020年2月14日・15日） - 田口勝 役
  - 「束縛彼女」（2020年2月28日・29日） - 広斗 役
- #love delusion「映画のようにうまくはいかなくて」（2021年5月3日 - 17日、LINE NEWS VOSION）- 片岡拓也 役
- Rons week「ねぇ-Short movie-」全4話（2022年8月20日 − 8月26日、Tiktok）- 佐伯拓真 役
- 今夜、わたしはカラダで恋をする。Season2 第2話「彼氏じゃない人とする夜」（2023年2月4日、ABEMA、ABCテレビ） - 早田航希 役[12]
- Netflixシリーズ 地面師たち TOKYO SWINDLERS 第2話・第3話（2024年7月25日配信開始、Netflix） - ホテルの男たち（「CRAZY LOVE」のホスト） 役

### テレビ番組
- 痛快TVスカッとジャパン「悪女が大反省スカッと」（2020年3月9日、フジテレビ）
- 痛快TVスカッとジャパン「松丸亮吾 父のやさしさ」（2021年7月12日、フジテレビ）
- あざとくて何が悪いの？（2021年10月16日、テレビ朝日）
- ネプリーグ（2022年7月25日、フジテレビ）

### CM
- NEC「Digital ID」（2019年）
- 政府広報 コロナ対策CM「keepsafe」篇（2021年）
- shabell 「憧れの職業、なりかたわかんねぇ〜編」（2021年）
- KOSE 雪肌精「地球生まれの透明感」新垣さん篇（2022年）

### MV
- HANDSIGN「どうやって想い伝えようか」（2022年）[13]
- Rons week「ねぇ」（2022年）

### ラジオドラマ
- NHK-FM FMシアター「とうがきの花ことば」佐伯大夢役（2022年8月6日）

### コンテスト
- 「HORIPRO MEN’S STAR AUDITION ～未来のスターはキミ？ それとも隣のカレ？～」ファイナリスト（2019年1月13日）